# Пітер Дін (яхтсмен)
Пітер Дін (англ. Peter Dean, 6 березня 1951) — американський яхтсмен.
Бронзовий призер Олімпійських Ігор 1972 року в класі Темпест.
Чемпіон світу в класі Темпест 1971 року.